# 馬坳渣津戰鬥
馬坳渣津戰鬥，是國共內戰前期主要戰鬥之一，發生於1932年9月3日至6日，地點在江西省修水縣的馬坳鎮與渣津鎮一帶。該場戰鬥交戰雙方一為中華民國國民革命軍，另一則為中國共產黨所領導的中國工農紅軍。結果紅軍被攻擊後，向小源方向撤退。